# Perisomena
Perisomena este un gen de molii din familia Saturniidae, ce conține specii întâlnite în Europa.

## Specii
- Perisomena alatauica (Bang-Haas, 1936)
- Perisomena caecigena (Kupido, 1825)
- Perisomena codyi (Peigler, 1996)
- Perisomena haraldi (Schawerda, 1922)
- Perisomena huttoni (Moore, 1862)
- Perisomena stoliczkana (Felder & Felder, 1874)
- Perisomena svenihedini (Hering, 1936)